# Dictionnaire critique de la Révolution française
Le Dictionnaire critique de la Révolution française est un ouvrage consacré à la Révolution française, dirigé par Mona Ozouf et François Furet.
Il se divise en cinq chapitres : « Événements », « Acteurs », « Institutions et créations », « Idées », et « Interprètes et historiens ».
Publié chez Flammarion en 1988, il a été réédité au format poche, agrémenté de nouvelles entrées, dans la collection « Champs », d'abord en 1992 (nos 264-267) puis en 2007 (nos 735-738 et 746).

## Chapitre 1: Événements
Liste des entrées (sauf indication d'année de publication, toutes les entrées sont présentes dans l'édition d'origine de 1988)
- Préface (2007), écrite par Mona Ozouf
- Avertissement (1992), écrit par François Furet et Mona Ozouf
- Préface (commune à tous les chapitres), écrite par François Furet et Mona Ozouf
- Campagne d'Italie, écrit par Denis Richet
- Chouannerie, écrit par François Furet
- Coups d'État, écrit par Denis Richet
- Déchristianisation, écrit par Mona Ozouf
- Dix-huit Brumaire (1992), écrit par François Furet
- Élections, écrit par Patrice Gueniffey
- États généraux, écrit par Ran Halévi
- Fédéralisme, écrit par Mona Ozouf
- Fédération, écrit par Mona Ozouf
- Grande Peur, écrit par Jacques Revel
- Journées Révolutionnaires, écrit par Denis Richet
- Nuit du 4-Août, écrit par François Furet
- Procès du roi, écrit par Mona Ozouf
- Révolution à Saint-Domingue (1992), écrit par Massimiliano Santoro
- La Révolution et l'Europe, écrit par Alan Forrest
- Terreur, écrit par François Furet
- Traités de Bâle et de La Haye, écrit par Denis Richet
- Varennes, écrit par Mona Ozouf
- Vendée, écrit par François Furet

## Chapitre 2: Acteurs
Liste des entrées (sauf indication d'année de publication, toutes les entrées sont présentes dans l'édition d'origine de 1988)
- Avertissement (1992), écrit par François Furet et Mona Ozouf
- Préface (commune à tous les chapitres), écrite par François Furet et Mona Ozouf
- Babeuf, écrit par François Furet
- Barnave, écrit par François Furet
- Bonaparte, écrit par François Furet
- Brissot (1992), écrit par Patrice Gueniffey
- Carnot, écrit par Patrice Gueniffey
- Condorcet, écrit par Keith Michael Baker
- Danton, écrit par Mona Ozouf
- La Fayette, écrit par Patrice Gueniffey
- Louis XVI, écrit par François Furet
- Marat, écrit par Mona Ozouf
- Marie-Antoinette, écrit par Jacques Revel
- Mirabeau, écrit par François Furet
- Necker, écrit par Marcel Gauchet
- Robespierre, écrit par Patrice Gueniffey
- Saint-Just (1992), écrit par Mona Ozouf
- Sieyès, écrit par Keith Michael Baker
- Émigrés, écrit par Massimo Boffa
- Enragés, écrit par Denis Richet
- Feuillants, écrit par Ran Halévi
- Girondins, écrit par Mona Ozouf
- Hébertistes (ou Cordeliers), écrit par Denis Richet
- Monarchiens, écrit par Ran Halévi
- Montagnards, écrit par Mona Ozouf
- Sans-culottes, écrit par Patrice Higonnet
- Thermidoriens, écrit par Bronisław Baczko

## Chapitre 3: Institutions et créations
Liste des entrées (sauf indication d'année de publication, toutes les entrées sont présentes dans l'édition d'origine de 1988)
- Avertissement (1992), écrit par François Furet et Mona Ozouf
- Préface (commune à tous les chapitres), écrite par François Furet et Mona Ozouf
- Armée, écrit par Alan Forrest
- Assemblées révolutionnaires, écrit par Denis Richet
- Assignats, écrit par Michel Bruguière
- Biens nationaux, écrit par Louis Bergeron
- Calendrier, écrit par Mona Ozouf
- Clubs et sociétés populaires, écrit par Patrice Gueniffey et Ran Halévi
- Code civil, écrit par Joseph Goy
- Comité de salut public, écrit par Denis Richet
- Commune de Paris, écrit par Patrice Gueniffey
- Constitution, écrit par Keith Michael Baker
- Constitution civile du clergé, écrit par François Furet
- Département, écrit par Mona Ozouf
- Gouvernement révolutionnaire, écrit par François Furet
- Impôt, écrit par Gail Bossenga
- Instruction publique (1992), écrit par Bronisław Baczko
- Maximum, écrit par François Furet
- Religion révolutionnaire, écrit par Mona Ozouf
- Suffrage, écrit par Patrice Gueniffey

## Chapitre 4: Idées
Liste des entrées (sauf indication d'année de publication, toutes les entrées sont présentes dans l'édition d'origine de 1988)
- Avertissement (1992), écrit par François Furet et Mona Ozouf
- Préface (commune à tous les chapitres), écrite par François Furet et Mona Ozouf
- Ancien Régime, écrit par François Furet
- Aristocratie, écrit par David D. Bien
- Centralisation, écrit par Yann Fauchois
- Contre-Révolution, écrit par Massimo Boffa
- Démocratie, écrit par Philippe Raynaud
- Droits de l'homme, écrit par Marcel Gauchet
- Égalité, écrit par Mona Ozouf
- Esprit public, écrit par Mona Ozouf
- Féodalité, écrit par François Furet
- Fraternité, écrit par Mona Ozouf
- Frontières naturelles, écrit par Denis Richet
- Jacobinisme, écrit par François Furet
- Liberté, écrit par Mona Ozouf
- Lumières, écrit par Bronisław Baczko
- Monarchie absolue (1992), écrit par Jacques Revel
- Montesquieu, écrit par Bernard Manin
- Nation, écrit par Pierre Nora
- Physiocrates, écrit par Pierre Rosanvallon
- Régénération, écrit par Mona Ozouf
- République, écrit par Pierre Nora
- Révolution, écrit par Mona Ozouf
- Révolution américaine, écrit par Philippe Raynaud
- Rousseau, écrit par Bernard Manin
- Souveraineté, écrit par Keith Michael Baker
- Vandalisme, écrit par Bronisław Baczko
- Voltaire, écrit par Mona Ozouf

## Chapitre 5: Interprètes et historiens
Liste des entrées (sauf indication d'année de publication, toutes les entrées sont présentes dans l'édition d'origine de 1988)
- Préface (commune à tous les chapitres), écrite par François Furet et Mona Ozouf
- Louis Blanc, écrit par François Furet
- Buchez, écrit par François Furet
- Burke, écrit par Gérard Gengembre
- Constant, écrit par Marcel Gauchet
- Fichte, écrit par Luc Ferry
- Guizot, écrit par Pierre Rosanvallon
- Hegel, écrit par Luc Ferry
- Histoire universitaire de la Révolution, écrit par François Furet
- Jaurès, écrit par Mona Ozouf
- Kant, écrit par Luc Ferry
- Maistre, écrit par Massimo Boffa
- Marx, écrit par François Furet
- Michelet, écrit par François Furet
- Quinet, écrit par François Furet
- Mme de Staël, écrit par Marcel Gauchet
- Taine, écrit par Mona Ozouf
- Tocqueville, écrit par François Furet

## ISBN
- 1988 :  (ISBN 2-08-211537-2)
- 1992 :
  1.  (ISBN 2-08-081266-1)
  2.  (ISBN 2-08-081264-5)
  3.  (ISBN 2-08-081265-3)
  4.  (ISBN 2-08-081267-X)
- 2007 :
  1.  (ISBN 978-2-08-120292-4)
  2.  (ISBN 978-2-08-120293-1)
  3.  (ISBN 978-2-08-120294-8)
  4.  (ISBN 978-2-08-120295-5)
  5.  (ISBN 978-2-08-120480-5)